# Brian Howe (Schauspieler)
Brian Howe (* 31. Dezember 1957 in New York City) ist ein US-amerikanischer Schauspieler, der oft für die Rolle des „Durchschnittsamerikaners“ gecastet wird.

## Leben
Brian Howe begann seine Karriere Mitte der 1990er Jahre, als er als Gastschauspieler in Fernsehserien wie Law & Order oder der Sitcom The Bonnie Hunt Show auftrat. Neben mehreren kleinen Rollen in Spielfilm kam die erste Nebenrolle in der romantischen Komödie Zurück zu Dir. Nachdem er weiterhin in Serien und Sitcoms wie A Minute With Stan Hooper (2003) zu sehen war, erhielt er ab 2006 vermehrt Rollen in A-Filmen wie Das Streben nach Glück oder Gran Torino. Für sein Mitwirken an Lone Survivor wurde Howe bei den Screen Actors Guild Awards 2014 in der Kategorie Bestes Stuntensemble ausgezeichnet.

## Filmografie (Auswahl)

### Spielfilme
- 1996: Agent 00 – Mit der Lizenz zum Totlachen (Spy Hard)
- 1998: Blind Man (Fernsehfilm)
- 1998: Dead Man on Campus
- 2000: State and Main
- 2000: Zurück zu Dir (Return to Me)
- 2001: The Lost Skeleton of Cadavra
- 2001: K-PAX – Alles ist möglich (K-PAX)
- 2001: The Majestic
- 2002: Catch me if you can
- 2006: Die Chaoscamper (RV)
- 2006: Unterfinanziert (Underfunded, Fernsehfilm)
- 2006: Das Streben nach Glück (The Pursuit of Happyness)
- 2006: Déjà Vu – Wettlauf gegen die Zeit (Déjà Vu)
- 2007: Evan Allmächtig (Evan Almighty)
- 2007: Trail of the Screaming Forehead
- 2008: Gran Torino
- 2009: The Lost Skeleton Returns Again
- 2009: Dark and Stormy Night
- 2009: Taking Chances
- 2011: Ich bin Nummer Vier (I Am Number Four)
- 2012: Game Change – Der Sarah-Palin-Effekt (Game Change, Fernsehfilm)
- 2013: Lone Survivor
- 2014: Annabelle
- 2017: Annabelle 2 (Annabelle: Creation)
- 2021: Sweet Girl

### Serien
- 1988: Spenser (Spenser: For Hire, Folge 3x19)
- 1995: The Bonnie Hunt Show (12 Folgen)
- 1994–1999 Law & Order (3 Folgen, verschiedene Rollen)
- 2001: Any Day Now (2 Folgen)
- 2001: Ein Hauch von Himmel (Touched By An Angel, 2 Folgen)
- 2001, 2009:  CSI: Vegas (CSI: Crime Scene Investigation, 2 Folgen, verschiedene Rollen)
- 2003:  A Minute with Stan Hooper (13 Folgen)
- 2007: Journeyman – Der Zeitspringer (Journeyman, 13 Folgen)
- 2007: Navy CIS (Folge 4x12)
- 2008: Boston Legal (Folge 5x03)
- 2010: The Mentalist (Folge 2x15)
- 2010: Cold Case – Kein Opfer ist je vergessen (Cold Case, Folge 7x12)
- 2011: The Cape (3 Folgen)
- 2012: The Closer (Folge 7x08)
- 2012: Castle (Folge 5x04)
- 2012: Nikita (3 Folgen)
- 2013: Justified (5 Folgen)
- 2013: The Client List (5 Folgen)
- 2014: Grey’s Anatomy (Folge 10x13)
- 2014: The Newsroom (3 Folgen)
- 2015: House of Lies (2 Folgen)
- 2015: Criminal Minds (Folge 10x23)
- 2016: Westworld (3 Folgen)
- 2016–2017: Vice Principals (7 Folgen)
- 2017: Designated Survivor (Folge 2x08)
- 2017–2018: Chicago Fire (3 Folgen)
- 2018: S.W.A.T. (Folge 1x15)